# 安杰洛·图尔科尼
安杰洛·图尔科尼（義大利語：Angelo Turconi，1923年7月5日—2011年8月3日），意大利前男子足球运动员，场上位置是中场。他曾代表意大利国奥队参加1948年夏季奥林匹克运动会足球比赛。